# Будинок Пашковських
Будинок Пашковських, садиба Пашковських, палац Пашковських — дерев'яний палац у селі Чемер.

## Опис
Оригінальний дерев'яна споруда, збудована в неоготичному стилі.

## Історія
Ділянка переходить до поміщика Михайла Пашковського в середині XIX ст. Він чи його син Дмитро Михайлович будує тут палац. У 1910 року Вітольда Пашковська побудувала гуральню в Чемері, яка в 1912 році стала спиртовим заводом.
За радянських часів у будинку розміщувався сільський клуб.
Навколо садиби зберігаються залишки палацового парку.

## Галерея

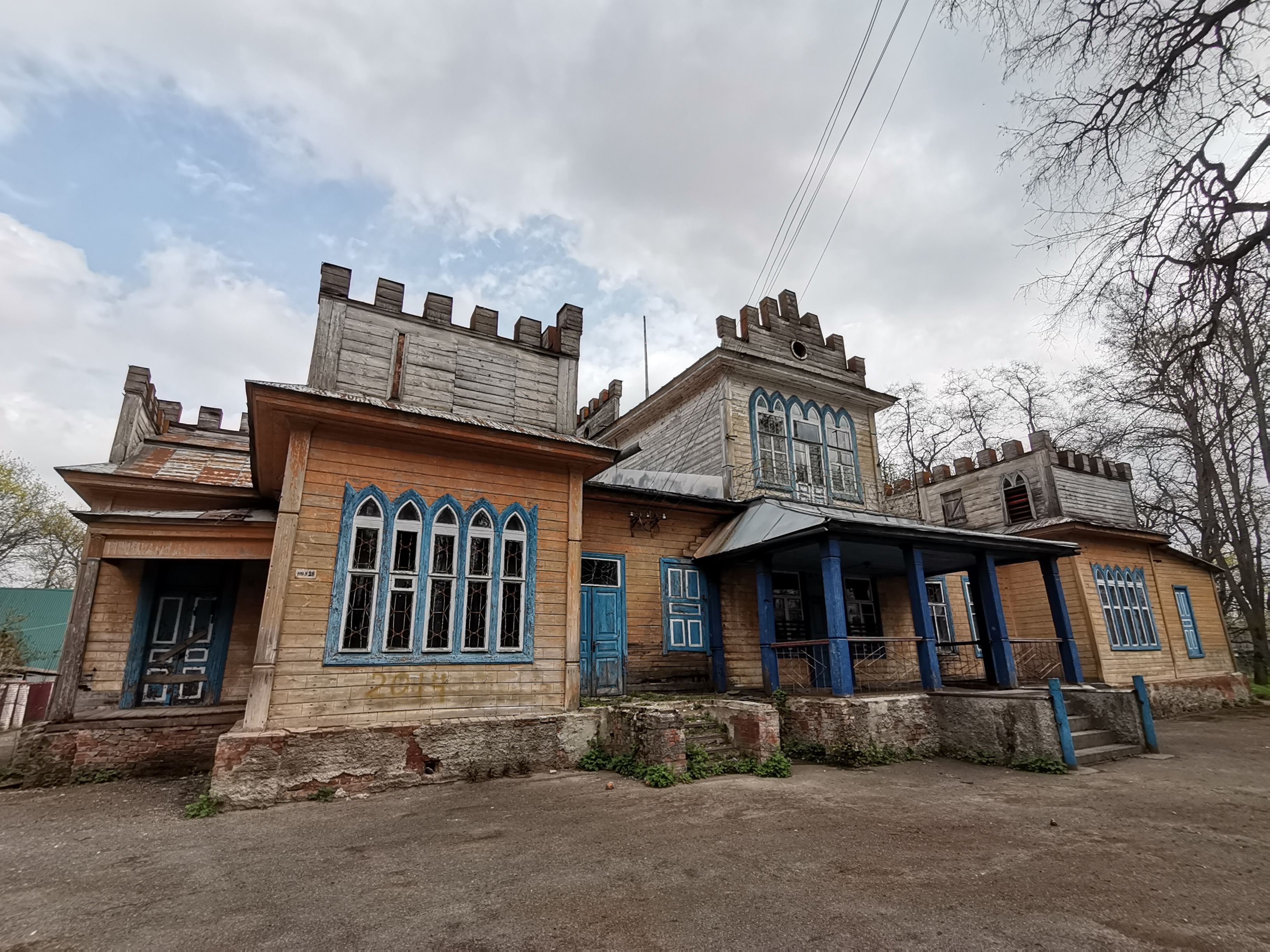
Вид спереду
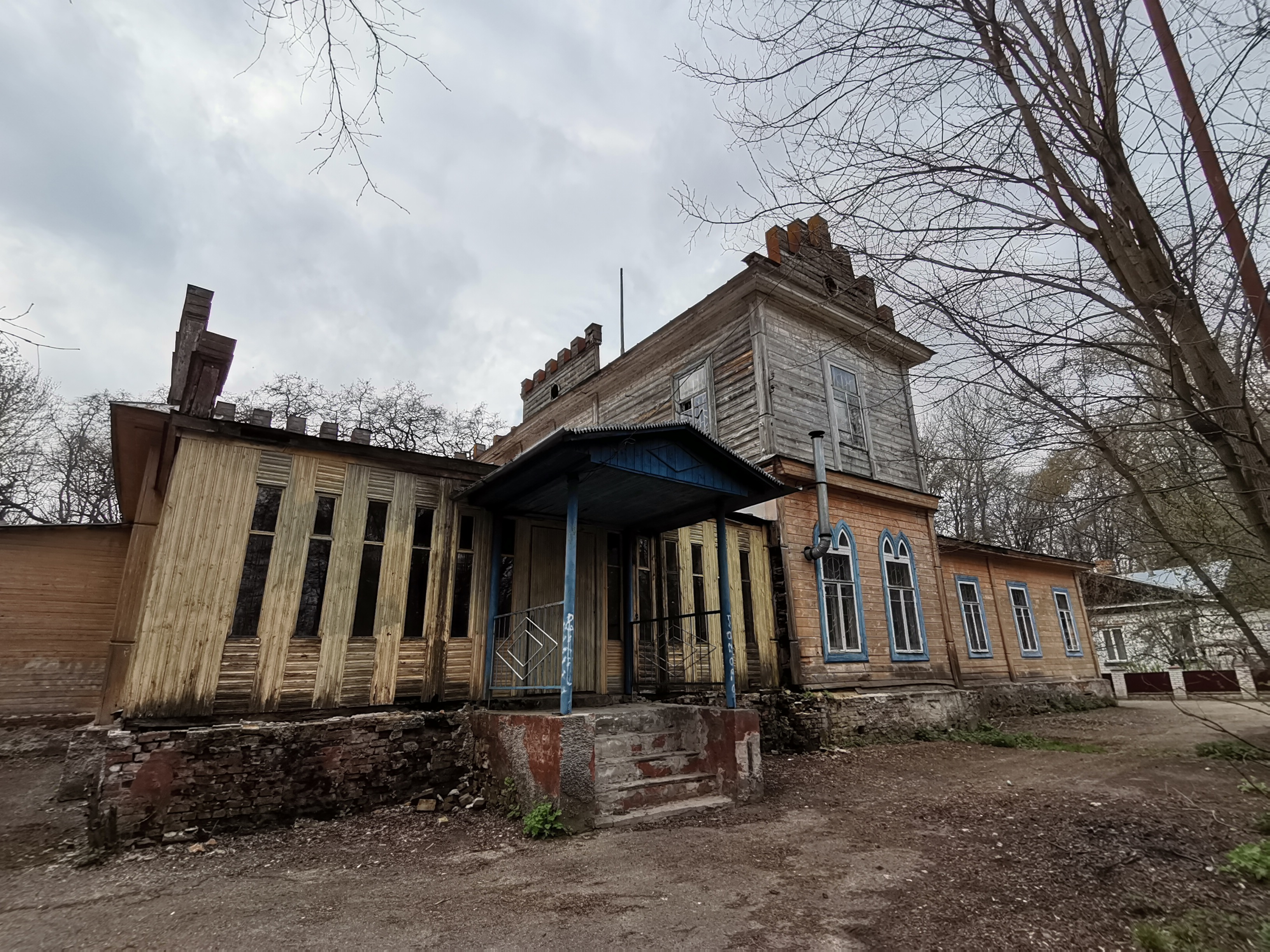
Вид ззаду
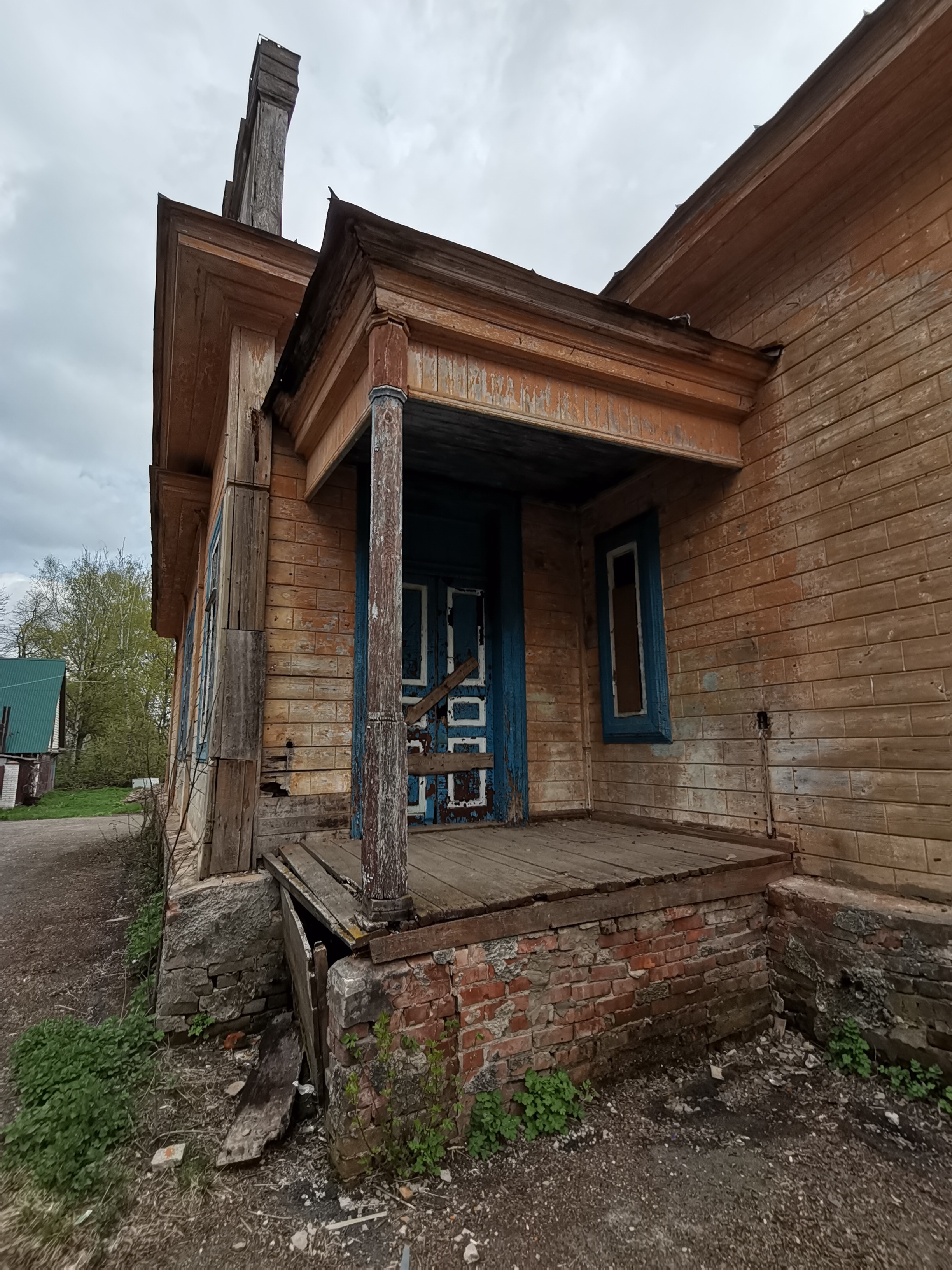
Ганок
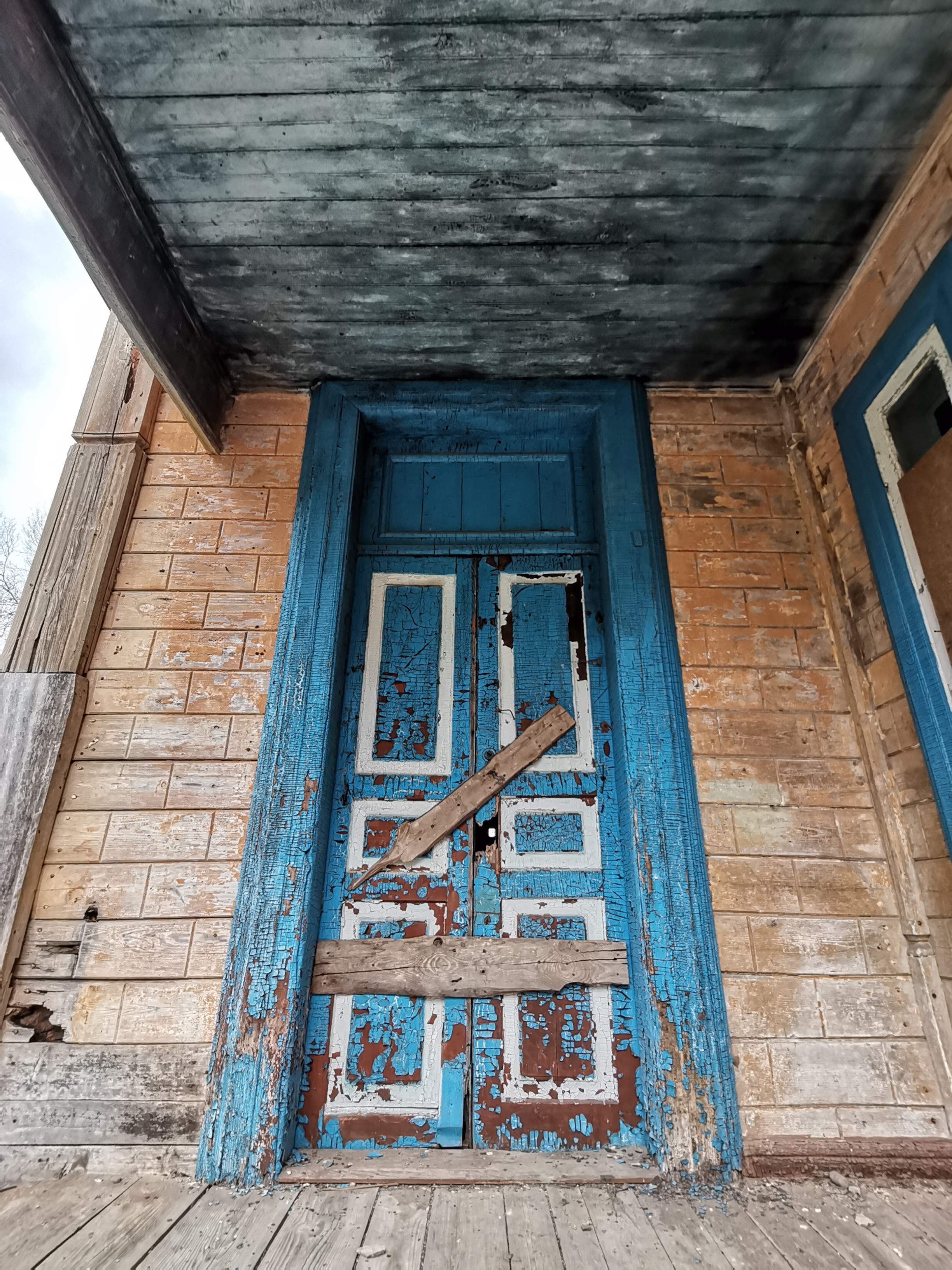
Двері
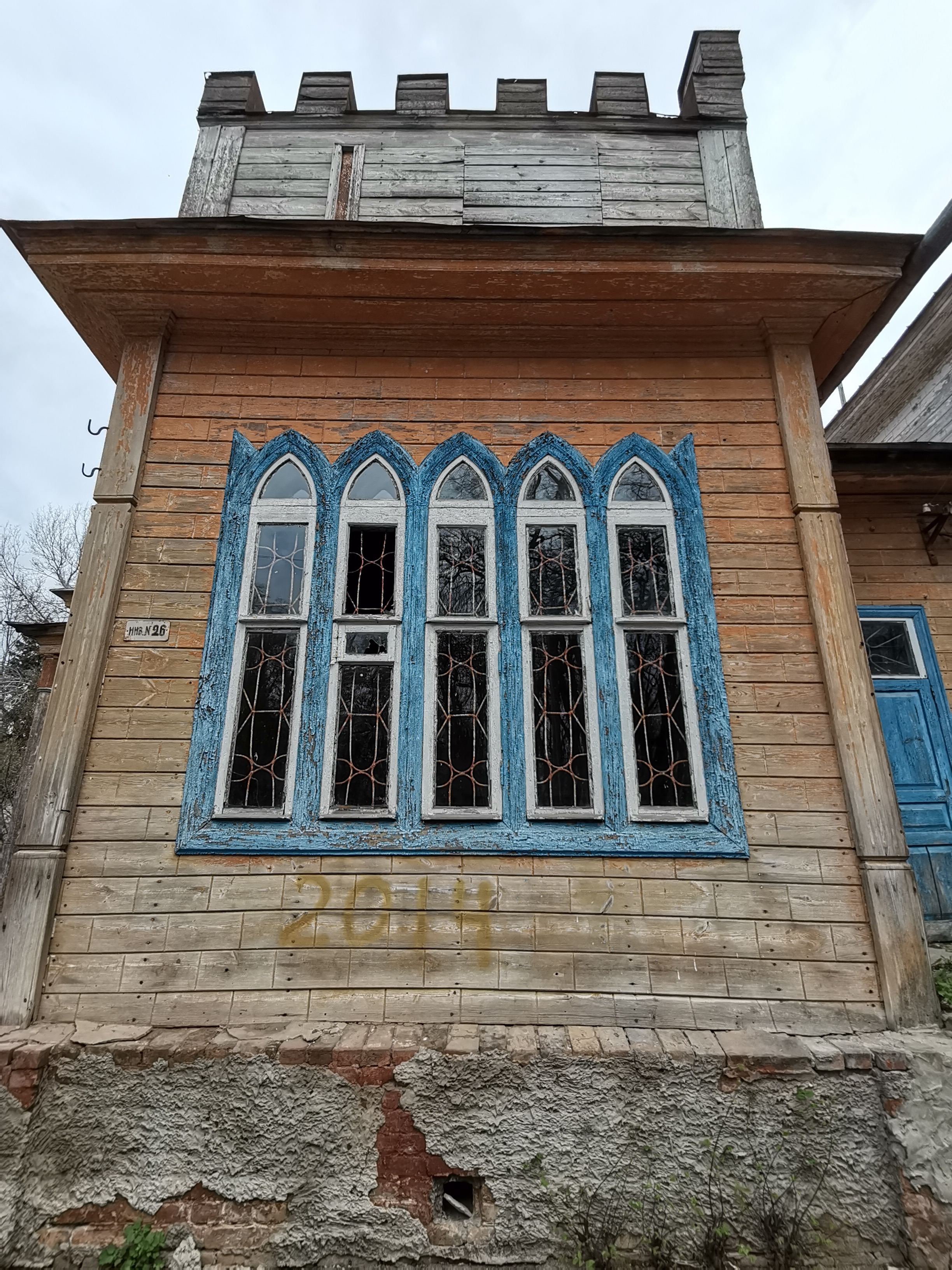
Вікно
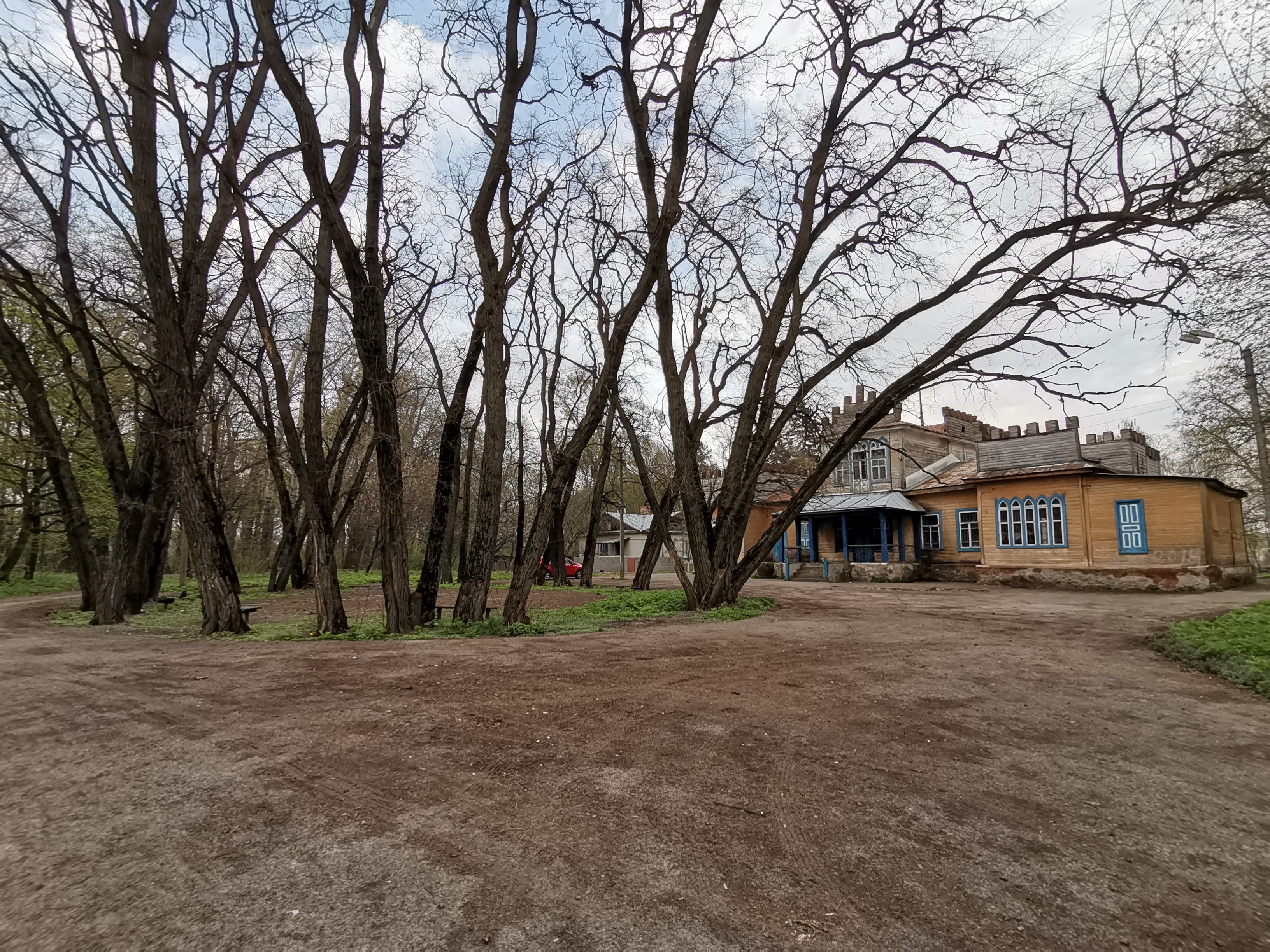
Круглий під'їзд до садиби